# Karlo I. Anžuvinac
Karlo I., poznat kao Karlo Anžuvinac (fr. Charles d'Anjou) (Pariz, 21. ožujka 1226. – Foggia, 7. siječnja 1285.), kralj Obaju Sicilija (1266. – 1282.), napuljski kralj (1282. – 1285.), naslovni jeruzalemski kralj, grof Anjoua i Mainea (1246. – 1285.), grof Provanse (1246. – 1285.), ahajski knez (1278. – 1285.) i albanski kralj (1272. – 1285.) iz dinastije Anžuvinci, mlađeg ogranka francuske kraljevske dinastije Capet.

## Životopis
Rodio se kao najmlađe dijete u obitelji francuskog kralja Luja VIII. Lavljeg Srca i kraljice Blanke Kastiljske. Godine 1232. umro je njegov brat Ivan od koga je 1246. godine naslijedio grofoviju Anjou i Maine u Kraljevini Francuskoj. Godine 1246. u dobi od dvadeset godina oženio je groficu Beatriciju Provansalsku od koje je naslijedio Provansu.
Na poziv pape Klementa IV. provalio je s vojskom u južnu Italiju gdje je kraj Beneventa porazio sicilskog kralja Manfreda i okrunio se u Rimu 1266. godine za kralja Kraljevstva Obaju Sicilija. Godine 1268. porazio je i pogubio pretendenta na napuljsku krunu Konradina u bitci kod Tagliacozza. Svoju kćer Izabelu udao je za ugarskog i hrvatskog kralja Ladislava IV. Kumanca, kako bi proširio svoj politički utjecaj na područje Balkana. Godine 1272. okrunio se za kralja Albanije, a 1277. godine kupio je naslov jeruzalemskog kralja od Marije Antiohijske. Sljedeće godine postao je ahajski knez, vladar križarske države na Peloponezu.
Nakon Sicilijanske večernje 1282. godine izgubio je vlast na Kraljevstvu Sicilije, ali je zadržao kopneni dio kraljevine, kasnije poznat kao Napuljsko Kraljevstvo.

## Vanjske poveznice
|  | Zajednički poslužitelj ima još gradiva o temi Karlo I. Anžuvinac |